# بي. بي. هارتنت
بي. بي. هارتنت (بالإنجليزية: P. P. Hartnett)‏ (1958، لندن في المملكة المتحدة)؛ روائي أيرلندي.